# Agrostis montevidensis
Agrostis montevidensis là một loài thực vật có hoa trong họ Hòa thảo. Loài này được Spreng. ex Nees mô tả khoa học đầu tiên năm 1829.